# Kaposvári Röplabda Sportegyesület

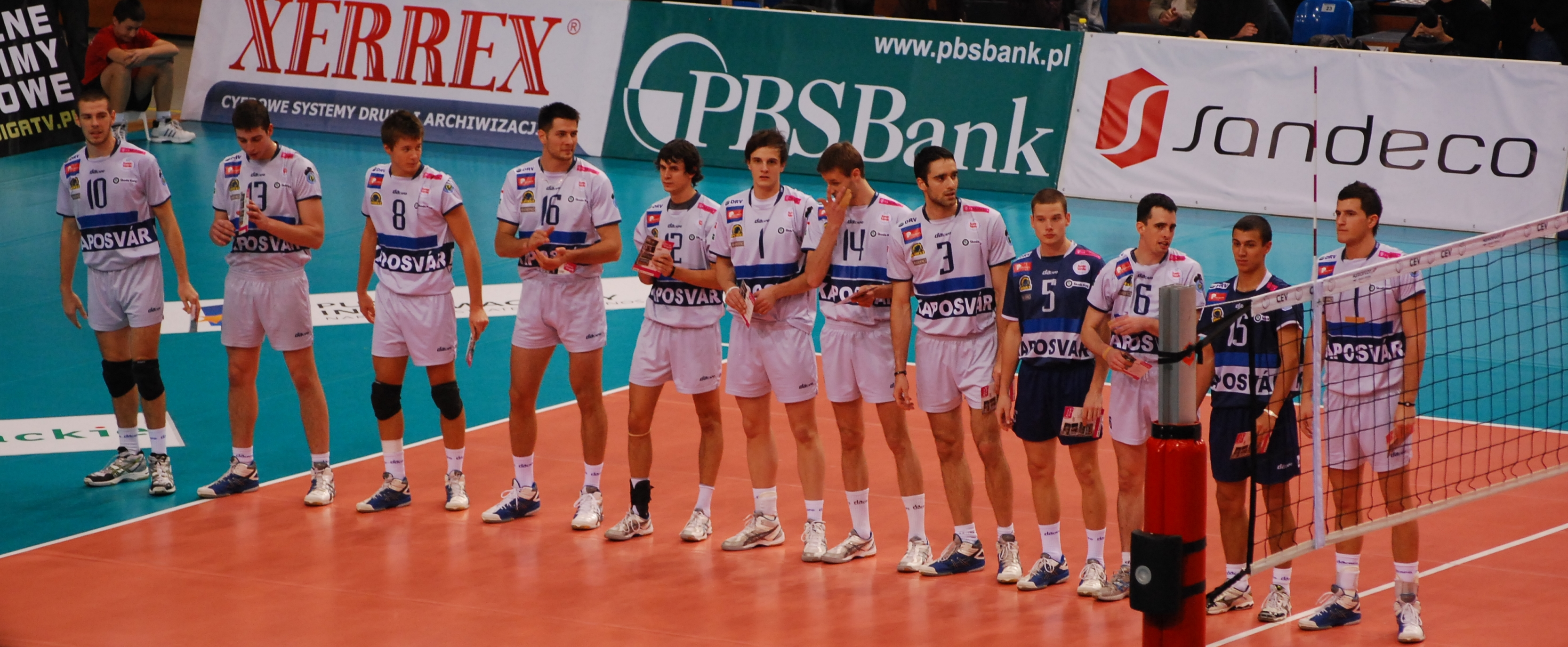

Il Kaposvári Röplabda Sportegyesület è una formazione pallavolistica maschile ungherese, con sede nella città di Kaposvár.

## Storia
Il club è stato fondato nel 1953 con il nome di Kaposvári Dózsa, ma non raggiunse risultati di rilievo fino al 1991, anno nel quale raggiunse il secondo posto in campionato. L'anno successivo, con il nome di Kaposvári Somogy SC, vinse il primo campionato della sua storia (il primo di tre consecutivi) e la prima Coppa d'Ungheria.
Dopo la parentesi negativa del 1995-96 (con il nome di Kaposvári SC), la squadra tornò a dominare la scena nazionale alla fine degli anni novanta, con la denominazione di Pini Kaposvár. Negli anni 2000, con il nome di Kométa Kaposvár, conquistò altri titoli e piazzamenti in ambito nazionale.
Il dominio in campo nazionale prosegue anche nei decenni successivi, duranti i quali conquista altri otto titoli nazionali e sei coppe d'Ungheria.
In campo internazionale, partecipa a diverse edizioni della Coppa CEV e della CEV Champions League senza mai ottenere successi.

## Rosa 2024-2025
| N° | Nome              | Ruolo | Data di nascita  | Nazionalità sportiva |
| -- | ----------------- | ----- | ---------------- | -------------------- |
| 1  | Bruno Feliciano   | L     | 11 febbraio 1994 | Brasile              |
| 2  | Alex Hemmert      | O     | 15 2006          | Ungheria             |
| 3  | Bence Iván        | C     | 15 aprile 2001   | Ungheria             |
| 4  | Patrik Hubicska   | S     | 1º febbraio 1995 | Ungheria             |
| 5  | Peter Boldizsár   | C     | 10 novembre 2005 | Ungheria             |
| 6  | Bálint Magyar     | P     | 17 dicembre 1991 | Ungheria             |
| 7  | Ákos Kalmár       | O     | 4 gennaio 1998   | Ungheria             |
| 8  | Martin Djordjevic | S     | 20 marzo 2002    | Francia              |
| 9  | Hermes Quevedo    | S     | 28 maggio 1997   | Cuba                 |
| 10 | Bálint Laczó      | P     | 24 luglio 2006   | Ungheria             |
| 11 | Gábor Bögöly      | S     | 24 ottobre 1997  | Ungheria             |
| 12 | Stepan Novoselov  | C     | 26 marzo 1994    | Russia               |
| 18 | Bertalan Csordás  | L     | 30 agosto 2006   | Ungheria             |

## Palmarès
- Campionato ungherese: 20

1991-92, 1992-93, 1993-94, 1996-97, 1998-99, 1999-00, 2000-01, 2004-05, 2006-07, 2007-08,
2008-09, 2009-10, 2010-11, 2011-12, 2012-13, 2014-15, 2015-16, 2016-17, 2022-23, 2023-24
- Coppa d'Ungheria: 19

1991-92, 1993-94, 1996-97, 1997-98, 1998-99, 1999-00, 2001-02, 2002-03, 2005-06, 2006-07,
2007-08, 2008-09, 2009-10, 2010-11, 2011-12, 2012-13, 2014-15, 2015-16, 2023-24